# Iamthemorning

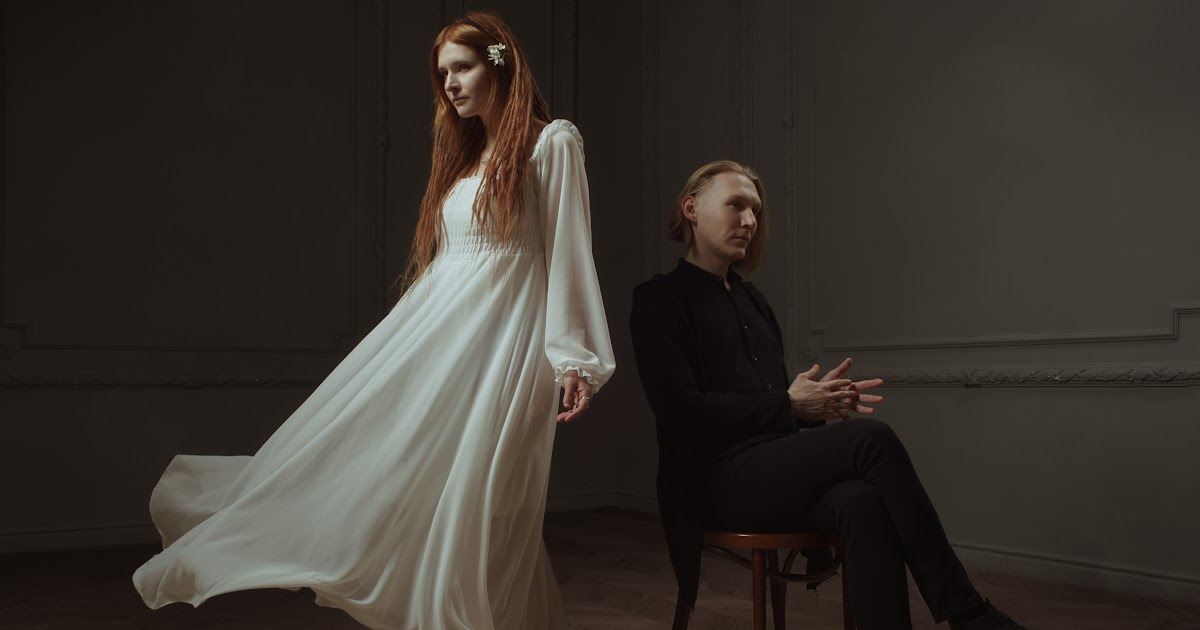
Foto promocional de Iamthemorning

Iamthemorning es una banda progresiva de cámara rusa formada en 2010 por la cantante Marjana Semkina y el pianista Gleb Kolyadin, ambos estudiantes del Conservatorio de San Petersburgo.

## Biografía
El dúo se formó a principios del 2010. Su nombre se tomó de la canción "I Am the Morning" del álbum de debut de Oceansize, Effloresce.
La banda autopublicó su álbum de debut, ~, en abril de 2012.
El segundo álbum de estudio, Belighted, fue publicado por Kscope en septiembre de 2014. Grabado y mezclado en Londres por Marcel van Limbeek (Tori Amos)y con la participación del batería Gavin Harrison de Porcupine Tree. Su tercer álbum de estudio, Lighthouse, cuenta con el bajista Colin Edwin, también de Porcupine Tree, y el vocalista Mariusz Duda de Riverside además de Harrison y Limbeek. La banda han auto-producido sus tres álbumes.
La banda apoyó las giras de otoño de Riverside, Árstíðir y Gazpacho.
La banda ganó el premio al Disco del Año en los Progressive Music Awards por su álbum Lighthouse en 2016.

## Discografía
Álbumes de estudio
- ~ (2012)
- Belighted (2014)
- Lighthouse (2016)
- The Bell (2019)

EPs
- Miscellany (2014)
- Counting the Ghosts (2020)

Álbumes en directo
- From the House of Arts (2015)